# 上阿默勒蒂鄉
43°58′0″N 24°9′46″E / 43.96667°N 24.16278°E
上阿默勒蒂鄉（羅馬尼亞語：Comuna Amărăștii de Sus, Dolj），是羅馬尼亞的鄉份，位於該國西南部，由多爾日縣負責管轄，處於布加勒斯特以西160公里，每年平均降雨量882毫米，海拔高度119米，2007年人口1,564。